# Anni-Frid Lyngstad
Anni-Frida Synni Lyngstad, kneginja Reuška, grofica Plauenska, norveška pevka pop glasbe, * 15. november 1945, Björkasen pri Narviku, Norveška.
Bila je ena od članov švedske glasbene pop skupine ABBA.